# Puig Ciutat
Puig Ciutat fue un espacio de hábitat romano, en su última fase, situado en el actual municipio de Oristá (Osona, Barcelona) del siglo I a. C.

## Situación geográfica
El yacimiento arqueológico de Puig Ciutat (Oristá, Osona) se encuentra ubicado en un altiplano de 5,1 hectáreas de superficie, en un punto cercano al pueblo de La Torre de Oristá. El cerro está rodeado por uno de los meandros que hace la riera Gavarresa poco antes de recibir las aguas de uno de sus afluentes, el Torrent d’Olost.

## Historia del yacimiento y sus excavaciones
El yacimiento de Puig Ciudad fue, en su última fase, un espacio de hábitat romano durante el siglo I a. C. Es un yacimiento que se conoce de manera intensiva a partir de 2010, en que un equipo joven empieza a trabajar en él. Las excavaciones realizadas desde entonces han puesto al descubierto varias estructuras arquitectónicas de gran relevancia en la península ibérica. Es un yacimiento que en su última fase, durante el período romano tardo-republicano, habría hecho funciones de guarnición militar o praesidia en el territorio, en un momento de inestabilidad como es la guerra civil entre Julio César y los partidarios de Cneo Pompeyo Magno (49-45 a. C.), con un final violento con restos de incendio y armamento arrojadizo.
Así hasta 2013 se había podido documentar un tramo de muralla al este del yacimiento, como también estructuras habitacionales adosadas en la misma. En la zona central de la meseta, en otro campo, también se pudieron recuperar estructuras habitacionales complejas con una rica cultura material. El yacimiento cuenta, también, con dos fases precedentes, una posiblemente ibérica (aprox. IV-II a. C.), muy arrasada por la ocupación romana posterior, y una anterior, del bronce final/primera edad del hierro (aprox. mediados s. IX-VII a. C.), que todavía resultan bastante desconocidas.
Durante los últimos meses del año 2014 se desarrolló en el yacimiento una excavación dentro del proyecto de subvenciones del 1% Cultural del Eix Transversal (CEDINSA) que permitió recuperar el tramo sureste de la muralla perimetral y entender mejor el sistema de acceso al asentamiento. Gracias a esta subvención también se puso en funcionamiento la página web del yacimiento, para facilitar el acceso a la información generada a todas aquellas personas que puedan tener interés.
A finales de 2015 se realizó otra campaña, en este caso dentro de un proyecto FEDER del municipio de Oristà, con la idea de convertir el yacimiento en un parque arqueológico visitable y de acceso abierto, nexo de unión entre los núcleos de Oristà y la Torre de Oristà. Esta intervención consistió en excavar dos espacios uniformes para permitir explicar el yacimiento. Así el sábado 12 de marzo de 2016 se inauguró el parque arqueológico de Puig Ciudad tras la musealización de los restos excavados, señalizar los puntos de interés y habilitar el entorno a las visitas. En estos momentos las visitas se pueden hacer libremente a partir de los paneles y de los códigos QR repartidos por el parque.
Los trabajos realizados desde 2010 han confirmado su importancia para el estudio de la ocupación del territorio y por el final violento que tuvo, además de resultar un campo de prácticas intensivo en geofísica. El proyecto de Puig Ciudad se considera hoy en día una de las intervenciones arqueológicas más importantes llevadas a cabo en Cataluña.

## Programas de televisión
Puig Ciutat fue el escenario del sexto capítulo de la segunda temporada del programa de TV3 Sota terra que se emitió por primera vez el domingo 26 de febrero de 2012.
Posteriormente el yacimiento también ha sido partícipe de la grabación de un capítulo del programa de Canal Historia Arqueólogo por un día con la medallista olímpica María Vasco como invitada.

## Proyecto
En la actualidad las excavaciones de Puig Ciutat forman parte del proyecto arqueológico "El nord-est de la Citerior d’Escipió Emilià a Cèsar: la militarització del paisatge com a model de gestió territorial liderado desde el Museu d'Arqueologia de Catalunya y que también trabaja otros yacimientos romanos de carácter militar.